# هنري لورنس (مؤرخ)
هنري لورنس (بالفرنسية:Henry Laurens)،  (مواليد 1954) هو مؤرخ فرنسي ومؤلف العديد عن التاريخ والدراسات حول العالم العربي والإسلامي. وهو أستاذ ورئيس تاريخ العالم العربي المعاصر في كوليج دو فرانس بـباريس.

## من مؤلفاته
- أوروبا والعالم الإسلامي تاريخ بلا أساطير (كتاب)